# Хронічний бактеріальний простатит
Хроні́чний бактеріа́льний простати́т — бактеріальна інфекція передміхурової залози. Його слід диференціювати від інших форм простатиту, таких як гострий бактеріальний простатит та синдром хронічного тазового болю (СХТБ).

## Ознаки та симптоми
Хронічний бактеріальний простатит є відносно рідкісним захворюванням, яке зазвичай проявляється уривчастою картиною інфекції сечовивідних шляхів (ІСШ). Він характеризується як рецидивні інфекції сечовивідних шляхів у чоловіків, що виникають через хронічну інфекцію в передміхуровій залозі. Симптоми можуть бути повністю відсутні, поки не почнеться інфекція сечового міхура, а найнеприємнішою проблемою зазвичай є рецидивний цистит.
Хронічний бактеріальний простатит зустрічається менш ніж у 5 % пацієнтів із пов'язаними із простатою симптомами нижніх сечових шляхів, не обумовленими ДГПЗ.

## Галерея

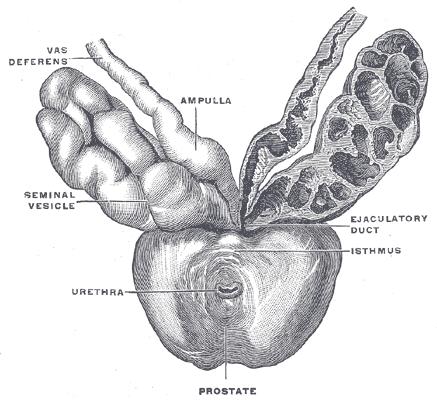
Передміхурова залоза, уретра та насіннєві бульбашки
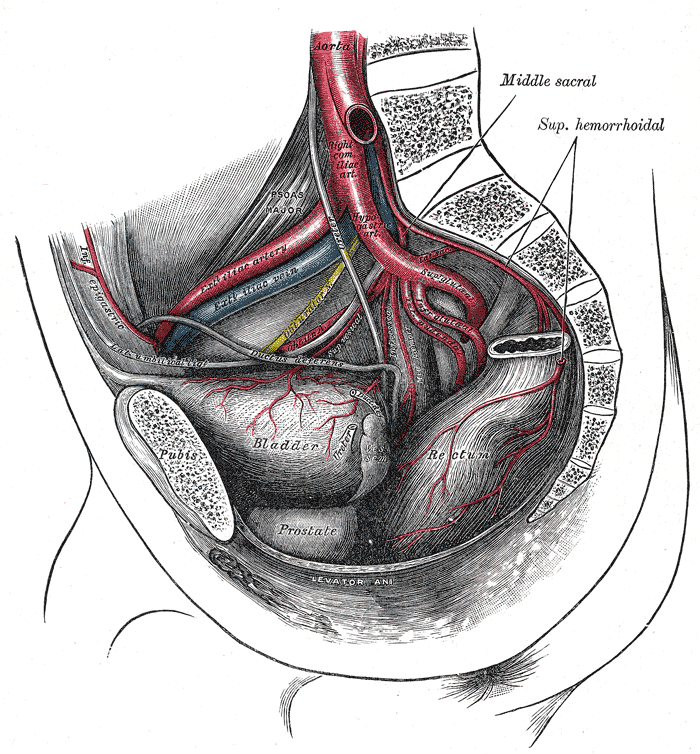
Артерії тазу
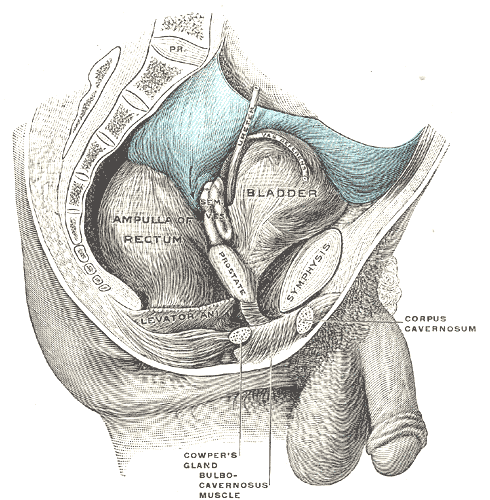
Чоловічі тазові органи (праворуч)